# Dionysius (Mondkrater)
Dionysius ist ein Einschlagkrater auf der Mondvorderseite westlich des Mare Tranquillitatis, nordwestlich der Krater Sabine und Ritter und südlich von Ariadaeus unweit der Landestelle der Apollo 11-Mission.
Der Krater ist wenig erodiert und weist ein Strahlensystem von etwa 130 km Ausdehnung auf.
| Buchstabe | Position          | Durchmesser | Link |
| --------- | ----------------- | ----------- | ---- |
| A         | 1,66° N, 17,63° O | 4 km        |      |
| B         | 2,95° N, 15,79° O | 3 km        |      |

Der Krater wurde 1935 von der IAU nach dem christlichen Heiligen Dionysius Areopagita offiziell benannt.
Die Einordnung von Dionysius Areopagita als Himmelsbeobachter basiert auf einer Stelle in einem Brief des Pseudo-Dionysius Areopagita an Polykarp von Smyrna, in dem Bezug genommen wird auf eine Sonnenfinsternis, die Dionysius zu der Zeit beobachtet haben wollte, zu der die Kreuzigung Christi stattfand (das aber ein Wunder wäre, da Sonnenfinsternisse nur bei Neumond eintreten können, das Passahfest aber stets bei Vollmond stattfindet).